# Netamelita lacerta
Netamelita lacerta is een vlokreeftensoort uit de familie van de Eriopisidae. De wetenschappelijke naam van de soort is voor het eerst geldig gepubliceerd in 2009 door Yerman.